# Paul Fentz
Paul Fentz (Berlijn, 8 september 1992) is een Duits kunstschaatser. Fentz nam in 2018 deel aan de Olympische Winterspelen in Pyeongchang, hij werd er individueel 22e en met het Duitse team 7e.

## Biografie
Fentz begon op driejarige leeftijd met kunstschaatsen, nadat zijn moeder hem aanmoedigde op een sport te gaan. Vanwege een klasgenootje koos hij voor kunstschaatsen. Hij noemde wereldkampioen Brian Joubert uit Frankrijk als zijn idool in de sport.
Hij nam zes keer deel aan de EK en vier keer aan de WK, met als beste resultaat respectievelijk de 10e en de 15e plek. De Duits kampioen deed in 2018 mee aan de Olympische Winterspelen in Pyeongchang. Hier werd hij individueel 22e en met het team 7e.

## Persoonlijke records
Behaald tijdens ISU wedstrijden. 
|                     | punten | datum      | toernooi         |
| ------------------- | ------ | ---------- | ---------------- |
| Hoogste totaalscore | 230.01 | 23-01-2020 | EK               |
| Hoogste korte kür   | 081.86 | 24-09-2020 | Nebelhorn Trophy |
| Hoogste lange kür   | 149.60 | 23-01-2020 | EK               |

## Belangrijke resultaten
| Kampioenschap                                     | 07/08 | 08/09 | 09/10         | 10/11         | 11/12         | 12/13         | 13/14         | 14/15         | 15/16         | 16/17         | 17/18         | 18/19         | 19/20         | 20/21         |
| ------------------------------------------------- | ----- | ----- | ------------- | ------------- | ------------- | ------------- | ------------- | ------------- | ------------- | ------------- | ------------- | ------------- | ------------- | ------------- |
| Olympische Spelen                                 |       |       |               |               |               |               |               |               |               |               | 22e 7e (team) |               |               |               |
| Wereldkampioenschap                               |       |       |               |               |               |               |               |               |               | 20e           | 15e           | 28e           | *             | 26e           |
| Europees kampioenschap                            |       |       |               |               | 17e           |               |               |               | 16e           | 10e           | 16e           | 15e           | 8e            | *             |
| Nationaal kampioenschap                           |       |       | 8e            | 5e            | Zilver        | Brons         | Brons         | Zilver        | Zilver        | Zilver        | Goud          | Goud          | Goud          |               |
| NK junioren                                       | 6e    | Goud  | geen deelname | geen deelname | geen deelname | geen deelname | geen deelname | geen deelname | geen deelname | geen deelname | geen deelname | geen deelname | geen deelname | geen deelname |
| * Afgelast naar aanleiding van de coronapandemie. |       |       |               |               |               |               |               |               |               |               |               |               |               |               |